# ルッキン・アウト・マイ・バック・ドア
「ルッキン・アウト・マイ・バック・ドア」（Lookin' Out My Back Door）は、クリーデンス・クリアウォーター・リバイバルが1970年に発表した楽曲。

## 概要
1970年7月16日発売のアルバム『Cosmo's Factory』に収録され、その直後の7月25日にシングルカットされた。B面は「光りある限り（Long As I Can See the Light）」。なお当時のCCRのシングルはビルボードの統計上は両A面扱いになっているものが多く、本作品と「光りある限り」もその例にもれない。
同年10月3日付のビルボード・Hot 100で2位を記録した。カナダ、オーストラリア、オーストリア、ノルウェーなどではいずれも1位を記録した。なお「光りある限り」は単独で英国のチャートで20位を記録している。
「巨人がとんぼがえりを打ち、彫像がハイヒールを履く」「タンバリンと象がバンドで演奏」「空飛ぶスプーン」などの歌詞から、ドラッグの使用による幻覚を想起させる内容の曲となっているが、ジョン・フォガティはそれを否定している。本作品は当時3歳の息子のために書いたのだと言い、ドクター・スースの絵本『And to Think That I Saw It on Mulberry Street』からインスピレーションを得たと答えている。
そのほかに「遺跡のようなヴィクトローラでバック・オーウェンズのレコードを聴く」という歌詞がある。ヴィクトローラとはビクタートーキングマシン社が1906年に開発した、ターンテーブルとホーンを収めた蓄音機のことである。
2020年、新型コロナウイルスの流行により各国で外出禁止の措置がなされる中、フォガティは3月24日から自宅で撮影したライブ演奏を精力的に配信。家にとどまることと手を洗うことを訴えている。3月28日には本作品を演奏した。